# 芒格阿拉姆佩特
芒格阿拉姆佩特（Mangalampet），是印度泰米尔纳德邦Cuddalore县的一个城镇。总人口7327（2001年）。

## 人口
该地2001年总人口7327人，其中男性3590人，女性3737人；0—6岁人口896人，其中男467人，女429人；识字率68.30%，其中男性为73.84%，女性为62.96%。